# 銭独楽
銭独楽（ぜにごま）とは、独楽の一種。

## 構造
穴開き銭の中心の穴に筆軸をはめ込み、その筆軸に竹製の心棒を通し、底の部分を尖らせる。

## 歴史
元禄、寛永年間に製作されたという。考案者は香山梅之助なる人物であったと『新玉櫛笥』は伝えている。梅之助は遊廓で音曲に併せて銭独楽を回して好評を博し、京都、大坂を中心に流行した。
実物の銭を素材に使用せず、土と竹の心棒で造られたものもあり、神社の露店などで販売された。宴席で銭独楽を回し、止まらぬ内に幇間が浄瑠璃を催したりする遊びが盛行したが、時代が下るにつれ、酒席での遊び道具から子供向きの玩具に用途が推移していった。
明治初期まで銭独楽は玩具として用いられていたが、穴開き銭が流通しなくなると共に銭独楽も姿を消した。